# Chéry-Chartreuve
Chéry-Chartreuve és un municipi francès situat al departament de l'Aisne i a la regió dels Alts de França. L'any 2007 tenia 324 habitants.

## Demografia

### Població
El 2007 la població de fet de Chéry-Chartreuve era de 324 persones. Hi havia 126 famílies de les quals 28 eren unipersonals (12 homes vivint sols i 16 dones vivint soles), 43 parelles sense fills, 51 parelles amb fills i 4 famílies monoparentals amb fills.
La població ha evolucionat segons el següent gràfic:
Habitants censats

### Habitatges
El 2007 hi havia 182 habitatges, 128 eren l'habitatge principal de la família, 40 eren segones residències i 14 estaven desocupats. 177 eren cases i 3 eren apartaments. Dels 128 habitatges principals, 112 estaven ocupats pels seus propietaris, 12 estaven llogats i ocupats pels llogaters i 4 estaven cedits a títol gratuït; 3 tenien dues cambres, 24 en tenien tres, 37 en tenien quatre i 64 en tenien cinc o més. 86 habitatges disposaven pel capbaix d'una plaça de pàrquing. A 55 habitatges hi havia un automòbil i a 62 n'hi havia dos o més.

### Piràmide de població
La piràmide de població per edats i sexe el 2009 era:
| Homes | Edats   | Dones |
| ----- | ------- | ----- |
| 0     | 95 o +  | 0     |
| 0     | 90 a 94 | 4     |
| 0     | 85 a 89 | 4     |
| 4     | 80 a 84 | 4     |
| 4     | 75 a 79 | 4     |
| 4     | 70 a 74 | 4     |
| 8     | 65 a 69 | 12    |
| 8     | 60 a 64 | 4     |
| 8     | 55 a 59 | 4     |
| 8     | 50 a 54 | 8     |
| 8     | 45 a 49 | 4     |
| 16    | 40 a 44 | 20    |
| 16    | 35 a 39 | 20    |
| 24    | 30 a 34 | 8     |
| 4     | 25 a 29 | 4     |
| 0     | 20 a 24 | 0     |
| 4     | 15 a 19 | 16    |
| 20    | 10 a 14 | 20    |
| 8     | 5 a 9   | 20    |
| 4     | 0 a 4   | 16    |

## Economia
El 2007 la població en edat de treballar era de 210 persones, 149 eren actives i 61 eren inactives. De les 149 persones actives 142 estaven ocupades (83 homes i 59 dones) i 7 estaven aturades (3 homes i 4 dones). De les 61 persones inactives 14 estaven jubilades, 23 estaven estudiant i 24 estaven classificades com a «altres inactius».

### Ingressos
El 2009 a Chéry-Chartreuve hi havia 145 unitats fiscals que integraven 355 persones, la mediana anual d'ingressos fiscals per persona era de 18.766 €.

### Activitats econòmiques
Dels 7 establiments que hi havia el 2007, 1 era d'una empresa extractiva, 2 d'empreses de construcció, 1 d'una empresa de comerç i reparació d'automòbils, 1 d'una empresa financera i 2 d'entitats de l'administració pública.
Dels 2 establiments de servei als particulars que hi havia el 2009, 1 era un paleta i 1 electricista.
L'any 2000 a Chéry-Chartreuve hi havia 6 explotacions agrícoles que ocupaven un total de 780 hectàrees.

## Poblacions més properes
El següent diagrama mostra les poblacions més properes.